# Carex tessellata
Carex tessellata là một loài thực vật có hoa trong họ Cói. Loài này được Spruce ex C.B.Clarke mô tả khoa học đầu tiên năm 1908.